# Oligacanthorhynchus decrescens
Espèce
Synonymes
- Echinopardalis decrescens Meyer, 1931 - protonyme[2]

Oligacanthorhynchus decrescens est une espèce d'acanthocéphales de la famille des Oligacanthorhynchidae. C'est un parasite digestif de félins du Brésil.